# Qassam-Rakete
Die Qassam-Rakete (arabisch صاروخ القسام, DMG Ṣārūḫ al-Qassām) ist eine von den Al-Qassam-Brigaden, dem militärischen Flügel der sunnitisch-islamistischen Terrororganisation Hamas, entwickelte Boden-Boden-Rakete. Sie ist nach Scheich Izz ad-Din al-Qassam (1882–1935), einem islamischen Geistlichen und arabischen Partisanen, der gegen die Franzosen und Briten kämpfte, benannt. Viele Komponenten der Rakete bestehen aus gewöhnlichen Materialien wie Zucker und Düngemitteln.

## Entwicklung und Einsatz

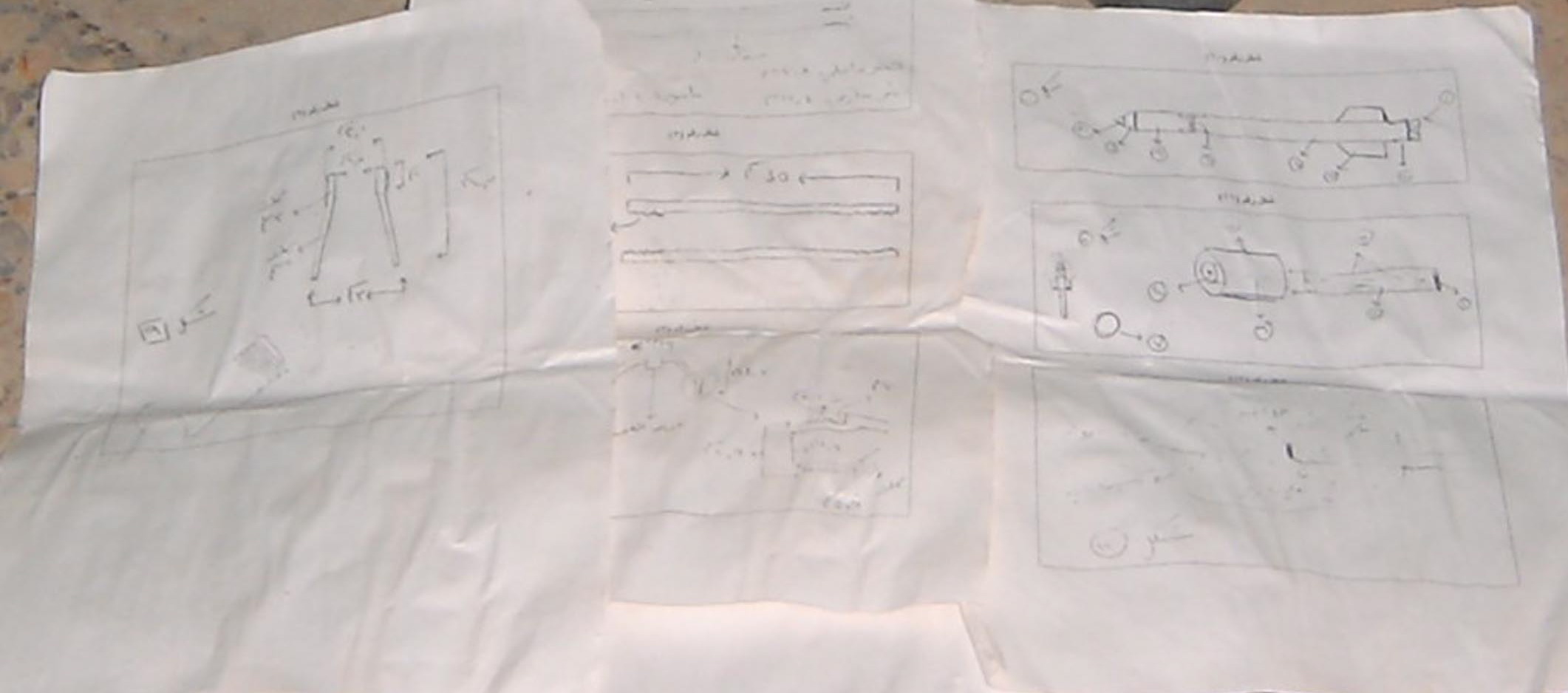
Anleitung zum Bau einer Qassam-Rakete

Nach Angaben der Hamas soll die erste Qassam-Rakete von Nidal Farahat und Tito Masoud entwickelt und unter der Leitung von Adnan al-Ghul hergestellt worden sein. Dieser Fortschritt in der Raketenproduktion und -entwicklung markierte einen Wendepunkt im Krieg zwischen den palästinensischen bewaffneten Gruppierungen und Israel.
Am 16. April 2001 wurde der erste Einschlag auf dem Territorium des Staates Israel verzeichnet. Nach anderen Quellen wurde die erste Qassam im Oktober 2001 verwendet. Am 10. Februar 2002 wurden erstmals drei Qassam-2-Raketen auf Israel gefeuert. Am 28. Juni 2003 gab es die ersten zwei israelischen Todesopfer.

## Technik

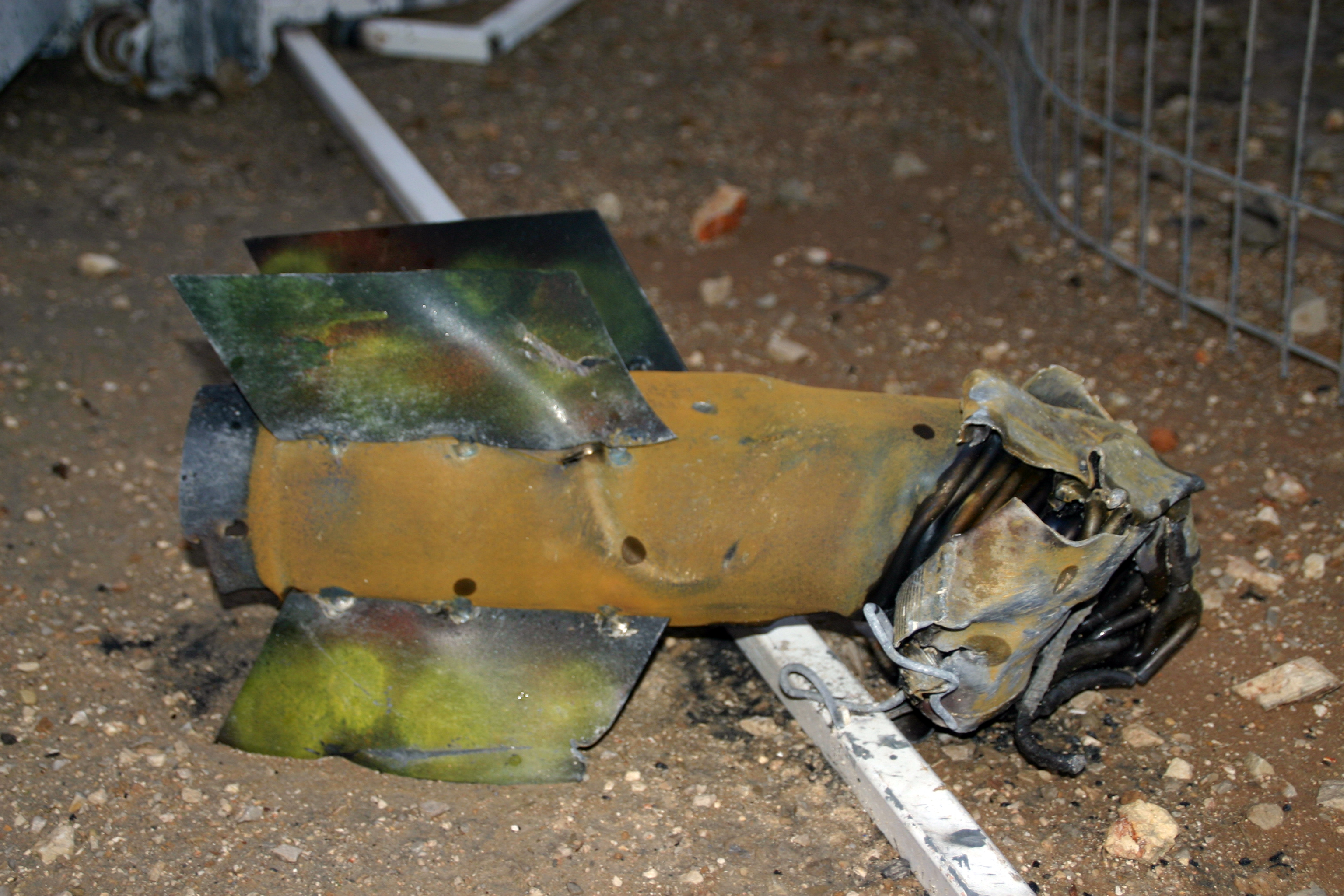
Überreste einer explodierten Qassam-Rakete. Gut zu erkennen: die einfachen Schweißpunkte.

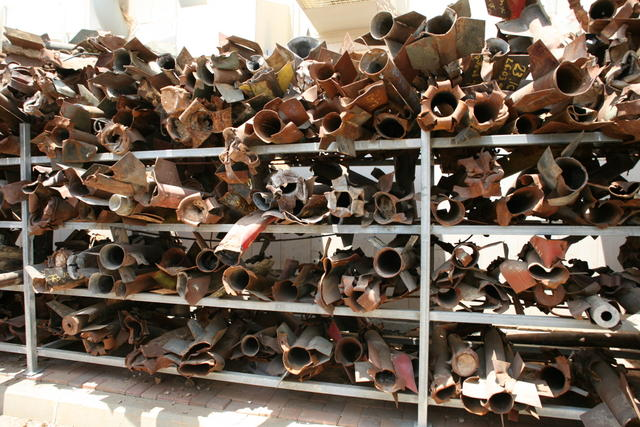
Überreste von Qassam-Raketen, die vom Gazastreifen auf Israel gefeuert wurden

Graph des Qassam-Raketenbeschusses nach Zahl und Zeitraum (2002–2007)

Alle vier bisherigen Modelle sind einfache, mit Sprengköpfen versehene Stahlkonstruktionen ohne aktives Leitsystem. Die Herstellung erfolgt in einfacher Handarbeit, deren Präzision deutlich hinter der industriell gefertigter Typen zurückbleibt (siehe Fotos oben), inzwischen aber in einigen Details deutlich verbessert wurde. Die Treffgenauigkeit, Zuverlässigkeit und Wirkung ist dennoch vergleichsweise gering.
Der Feststoffantrieb wird trotz seines hohen Gefahrenpotentials mit einfachen Geräten in Kellern, Baracken und diversen Werkstätten hergestellt. Die Stabilisierungsflossen werden an die Antriebszelle aus Stahlrohr geschweißt, Gefechtskopf und Aufschlagzünder werden jeweils aufgeschraubt. Die Treibstoffmischung aus Zucker und Kaliumnitrat wird u. a. auch von Amateurraketenbauern in verschiedenen Ländern eingesetzt. Das Gemisch ist hygroskopisch, weswegen die Düsen luftdicht verschlossen werden müssen.
Der Sprengkopf enthält je nach Variante 5 bis 12 kg TNT, das über verschiedene Schmuggelrouten, z. B. durch Tunnel unter der Grenze zu Ägypten oder auf dem Seeweg, in Umgehung der ägyptischen Blockade, importiert wird. Der Aufbau des Sprengkopfs entspricht im Wesentlichen einer Splitterbombe, wodurch er auch zur Personenbekämpfung eingesetzt werden kann.

Als Abschussvorrichtung dient eine zusammenklappbare Lafette, die leicht zu transportieren ist und am Startplatz schnell auf- und abgebaut werden kann. Sie wird in verschiedenen Größen passend zu den Raketen hergestellt. Das Richten der Abschusslafette erfolgt mit Kompass und Neigungsmesser.

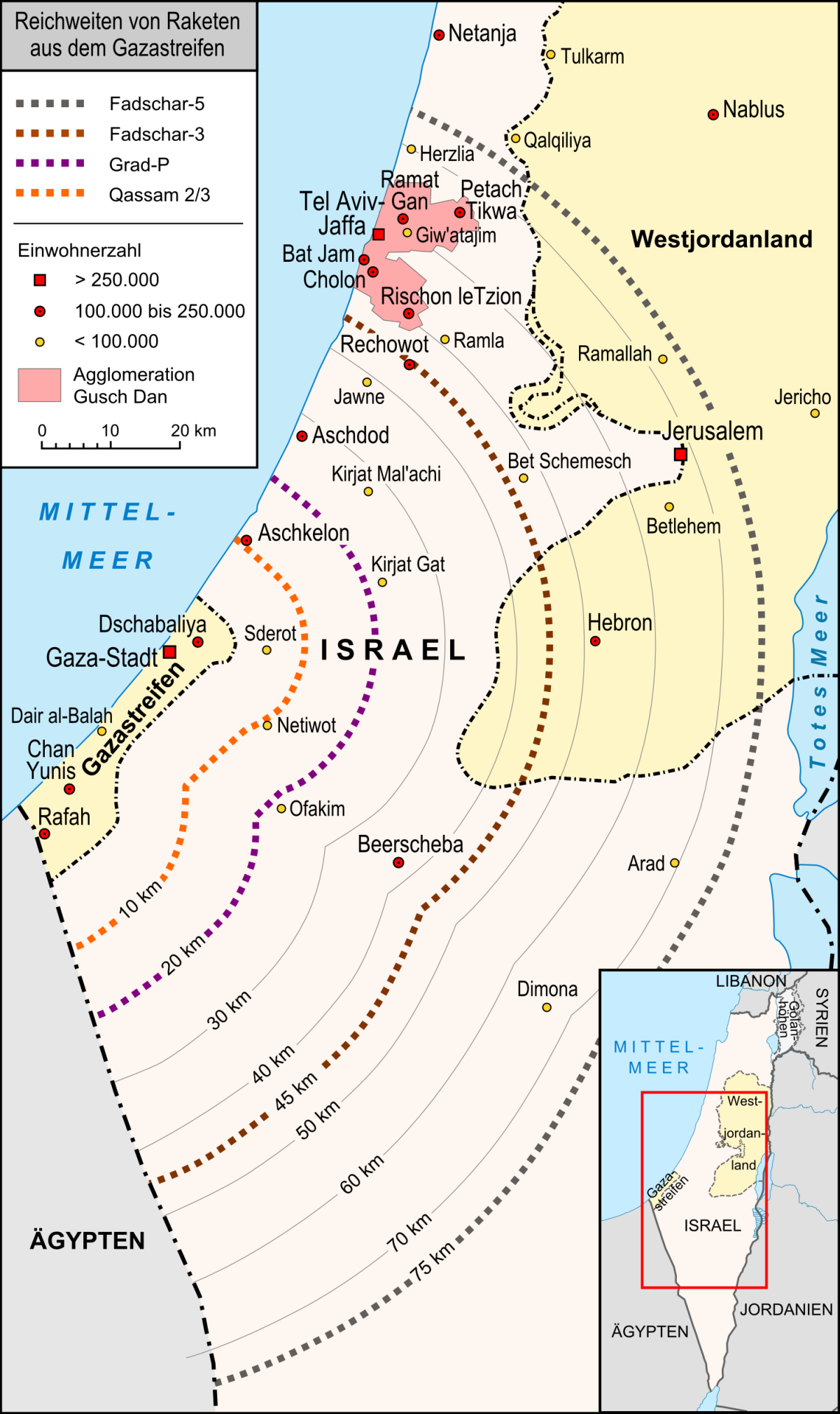
Reichweiten von Raketen aus dem Gazastreifen

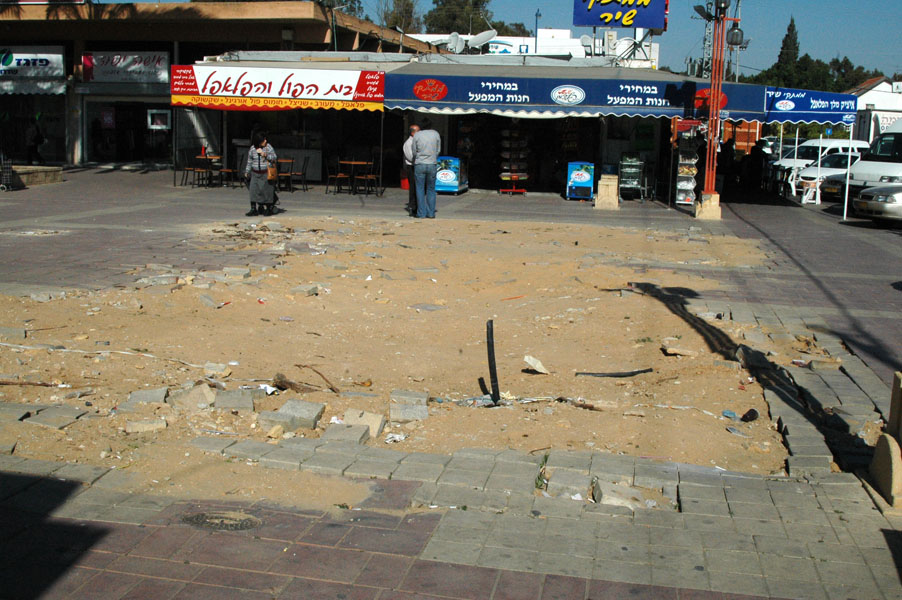
Wirkung eines Einschlags
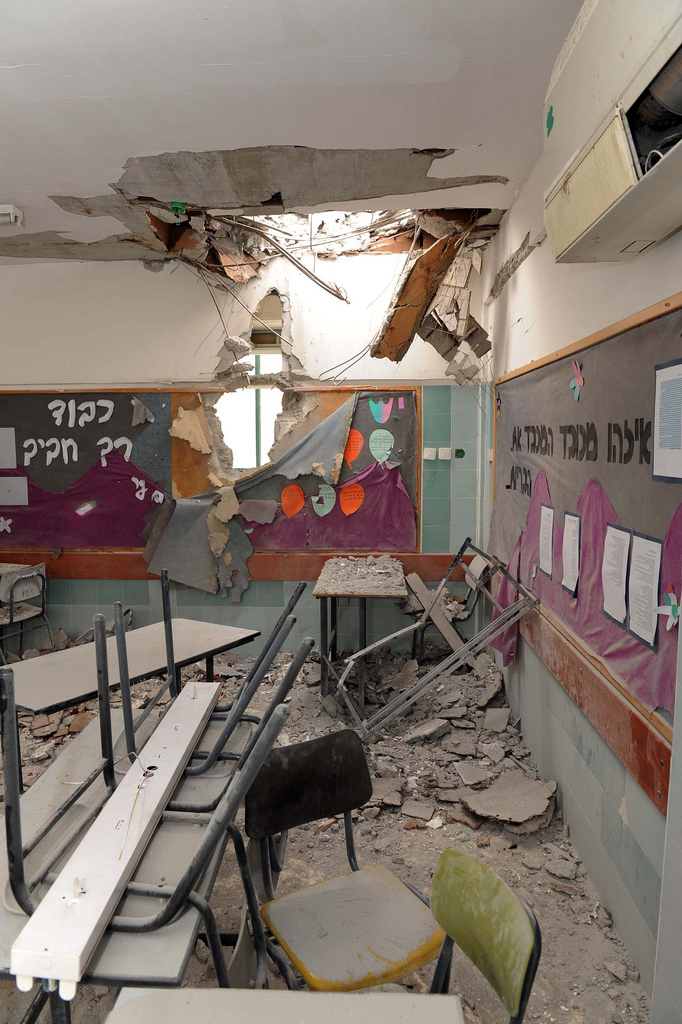
Israelischer Kindergarten nach einem Raketeneinschlag

## Gegenmaßnahmen

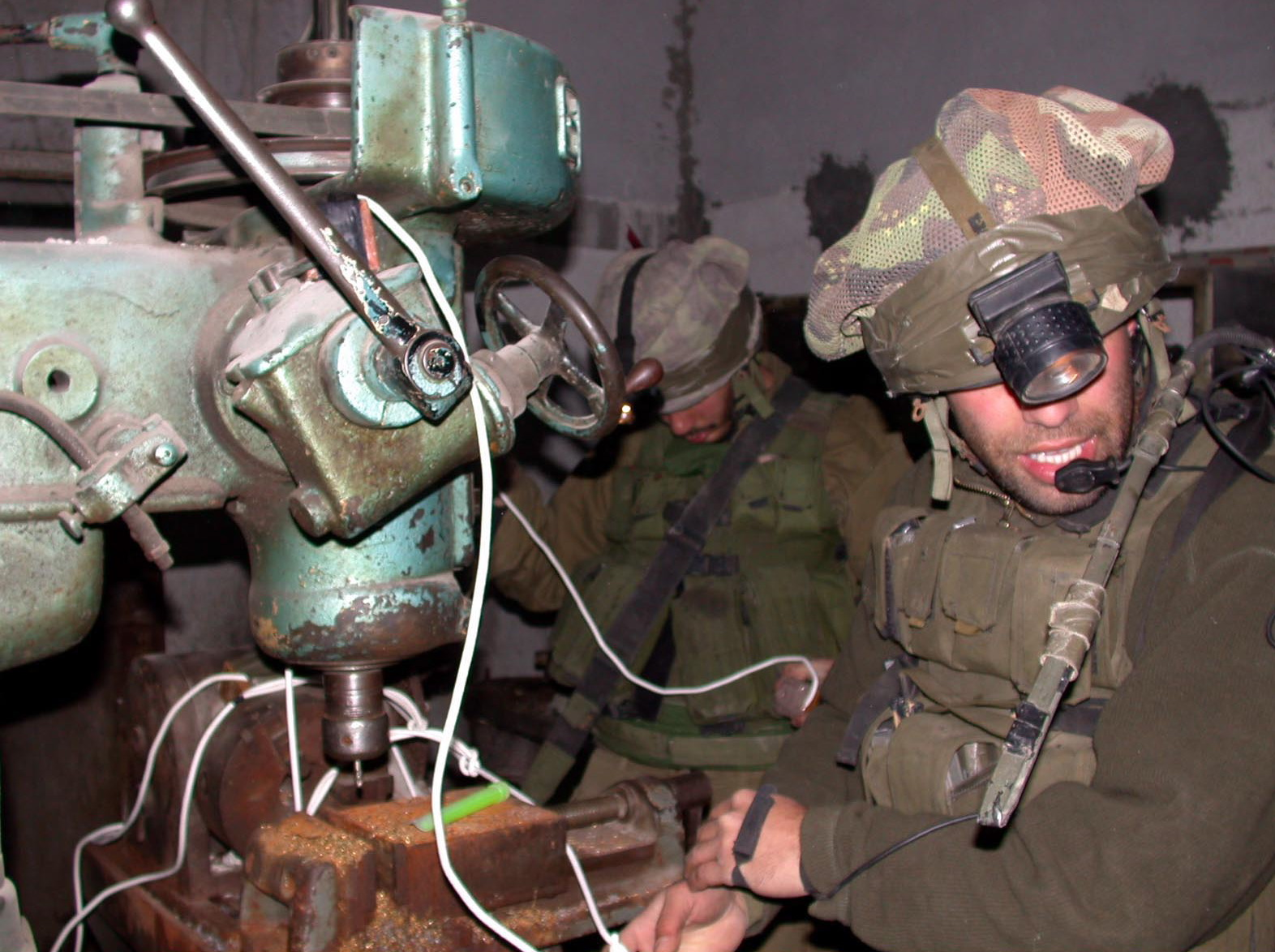
IDF-Soldaten inspizieren Werkzeugmaschinen zur Herstellung von Qassam-Raketen und Mörser

Trotz der extrem einfachen Bauweise der Qassam-Raketen war deren Abwehr nur mit hohem Aufwand möglich. Hauptprobleme waren vor allem die geringe Größe und die kurze Flugzeit der Raketen, was einen hochmodernen und damit teuren Abwehrkomplex erfordert. Seit der Einführung des Iron-Dome-Systems wird die Abwehr hauptsächlich mit diesem System praktiziert.

## Varianten
|                           | Qassam 1 | Qassam 2 | Qassam 3 | Qassam 4 |
| ------------------------- | -------- | -------- | -------- | -------- |
| Länge (in cm)             | 120      | 180      | 220      | 260      |
| Durchmesser (in cm)       | 11,5     | 15       | 17       | 17       |
| Masse (in kg)             | 25       | 32       | 60       | 80       |
| Sprengstoffladung (in kg) | 5        | 8        | 12       | 15       |
| Reichweite (in km)        | 6        | 12       | 18       | 24       |

Andere Quellen berichten, dass neuere Qassam-Raketen eine höhere Reichweite von 16,5 km bis zu 40 km haben. Fast alle Typen werden inzwischen in einer Kurz- und Mittelstreckenversion gebaut, wodurch Abmessungen, Gewicht und Reichweite stark variieren können.